# Tour der schottischen Rugby-Union-Nationalmannschaft nach Argentinien 1994
| Tour der Schotten nach Argentinien 1994 | Tour der Schotten nach Argentinien 1994 | Tour der Schotten nach Argentinien 1994 | Tour der Schotten nach Argentinien 1994 | Tour der Schotten nach Argentinien 1994 |
| Übersicht                               | S                                       | G                                       | U                                       | N                                       |
| --------------------------------------- | --------------------------------------- | --------------------------------------- | --------------------------------------- | --------------------------------------- |
| Test Matches                            | 2                                       | 0                                       | 0                                       | 2                                       |
| Sonstige Spiele                         | 4                                       | 1                                       | 1                                       | 2                                       |
| Gesamt                                  | 6                                       | 1                                       | 1                                       | 4                                       |
|                                         |                                         |                                         |                                         |                                         |
| Argentinien                             | 2                                       | 0                                       | 0                                       | 2                                       |

Die Tour der schottischen Rugby-Union-Nationalmannschaft nach Argentinien 1994 umfasste eine Reihe von Freundschaftsspielen der schottischen Rugby-Union-Nationalmannschaft. Sie reiste Von Ende Mai bis Mitte Juni 1994 durch Argentinien und bestritt während dieser Zeit sechs Spiele. Darunter waren zwei Test Matches gegen die argentinische Nationalmannschaft, die beide verloren gingen. Hinzu kamen vier weitere Spiele gegen regionale Auswahlmannschaften, bei denen ein Sieg, ein Unentschieden und zwei Niederlagen resultierten.

## Spielplan
- Hintergrundfarbe grün = Sieg
- Hintergrundfarbe gelb = Unentschieden
- Hintergrundfarbe rot = Niederlage

(Test Matches sind grau unterlegt; Ergebnisse aus der Sicht Schottlands)
| # | Datum         | Gegner                         | Ort          | Stadion                       | Ergebnis |
| - | ------------- | ------------------------------ | ------------ | ----------------------------- | -------- |
| 1 | 25. Mai 1994  | Unión de Rugby de Buenos Aires | Buenos Aires | Estadio Ferro Carril Oeste    | 24:24    |
| 2 | 28. Mai 1994  | Unión de Rugby de Cuyo         | Mendoza      | Estadio Bautista Gargantini   | 11:25    |
| 3 | 31. Mai 1994  | Unión Cordobesa de Rugby       | Córdoba      | Club Universitario de Córdoba | 42:14    |
| 4 | 04. Juni 1994 | Argentinien                    | Buenos Aires | Estadio Ferro Carril Oeste    | 15:16    |
| 5 | 08. Juni 1994 | Unión de Rugby de Rosario      | Rosario      | Jockey Club de Rosario        | 16:27    |
| 6 | 11. Juni 1994 | Argentinien                    | Buenos Aires | Estadio Ferro Carril Oeste    | 17:19    |

## Test Matches
| 4. Juni 1994 | Argentinien                                              | 16 : 15       | Schottland        | Estadio Ferro Carril Oeste, Buenos Aires Schiedsrichter: Wayne Erickson (Australien) |
| 4. Juni 1994 | Versuche: Terán Erhöhungen: Mesón Straftritte: Mesón (3) | (6:3) Bericht | Straftritte: Dods | Estadio Ferro Carril Oeste, Buenos Aires Schiedsrichter: Wayne Erickson (Australien) |

Aufstellungen:
- Argentinien: Juan José Angelillo, Pablo Camerlinckx, Matías Corral, Diego Cuesta Silva, Guillermo del Castillo, Germán Llanes, Nicolás Fernández Miranda, Gustavo Jorge, Marcelo Loffreda , Rolando Martín, Mesón, Patricio Noriega, Pedro Sporleder, Martín Terán, Cristián Viel
- Schottland: Paul Burnell, Michael Dods, Carl Hogg, Ian Jardine, Craig Joiner, Kenny Logan, Kevin McKenzie, Shade Munro, Bryan Redpath, Andy Reed , Alan Sharp, Graham Shiel, Ian Smith, Gregor Townsend, Peter Walton

| 11. Juni 1994 | Argentinien                                                                       | 19 : 17        | Schottland                                                      | Estadio Ferro Carril Oeste, Buenos Aires Schiedsrichter: Wayne Erickson (Australien) |
| 11. Juni 1994 | Versuche: Martín Erhöhungen: Mesón Straftritte: Mesón (3) Dropgoals: del Castillo | (13:6) Bericht | Versuche: Logan Straftritte: Dods Shiel (2) Dropgoals: Townsend | Estadio Ferro Carril Oeste, Buenos Aires Schiedsrichter: Wayne Erickson (Australien) |

Aufstellungen:
- Argentinien: Juan José Angelillo, Diego Cuesta Silva, Guillermo del Castillo, Nicolás Fernández Miranda, Gustavo Jorge, Germán Llanes, Marcelo Loffreda , Rolando Martín, Federico Méndez, Mesón, Patricio Noriega, José Santamarina, Pedro Sporleder, Martín Terán, Cristián Viel 
 Auswechselspieler: Leandro Bouza
- Schottland: Paul Burnell, Michael Dods, Carl Hogg, Ian Jardine, Craig Joiner, Kenny Logan, Kevin McKenzie, Shade Munro, Bryan Redpath, Andy Reed , Alan Sharp, Graham Shiel, Ian Smith, Gregor Townsend, Peter Walton 
 Auswechselspieler: Scott Nichol, Alan Watt